# 사부구
사부구(師夫仇, 618년~681년)는 고구려-당 전쟁(高句麗 唐 戰爭)때의 고구려(高句麗)의 무신(武臣)이자 618년 생이며 681년 사망하였다.

## 생애
667년(보장왕 26) 9월, 요동도행군 대총관 겸 안무대사(遼東道行軍 大摠管 兼 安撫大使)인 당나라 대장군 이세적(李勣)은 고구려의 서변 요진(要鎭)인 신성(新城)에 주력 부대를 투입하여 집요하게 공격을 시도하였다.
이 때 신성에 있던 사부구는 시세가 불리함을 알고 신성의 성주를 포박한 다음 성문을 열어 당군에 항복하였다.
드라마에서와는 다르게 당나라 사회에서 일정한 지위를 누리고 사망한 것으로 기록은 전하고 있다.
현재 중국 고이산 산성에서 그와 관련된 일화가 전해지고 있다.

## 가계
- 조부 : 사비류(泗沘流)
- 조모 : 미상
- 아버지 : 사씨(師氏)
- 어머니 : 미상
  - 무신 : 사부구(師夫仇)
  - 부인 : 미상

## 사부구가 등장한 작품
- 《대조영》(KBS, 2006년~2007년, 배우:정호근)